# Kokopelli

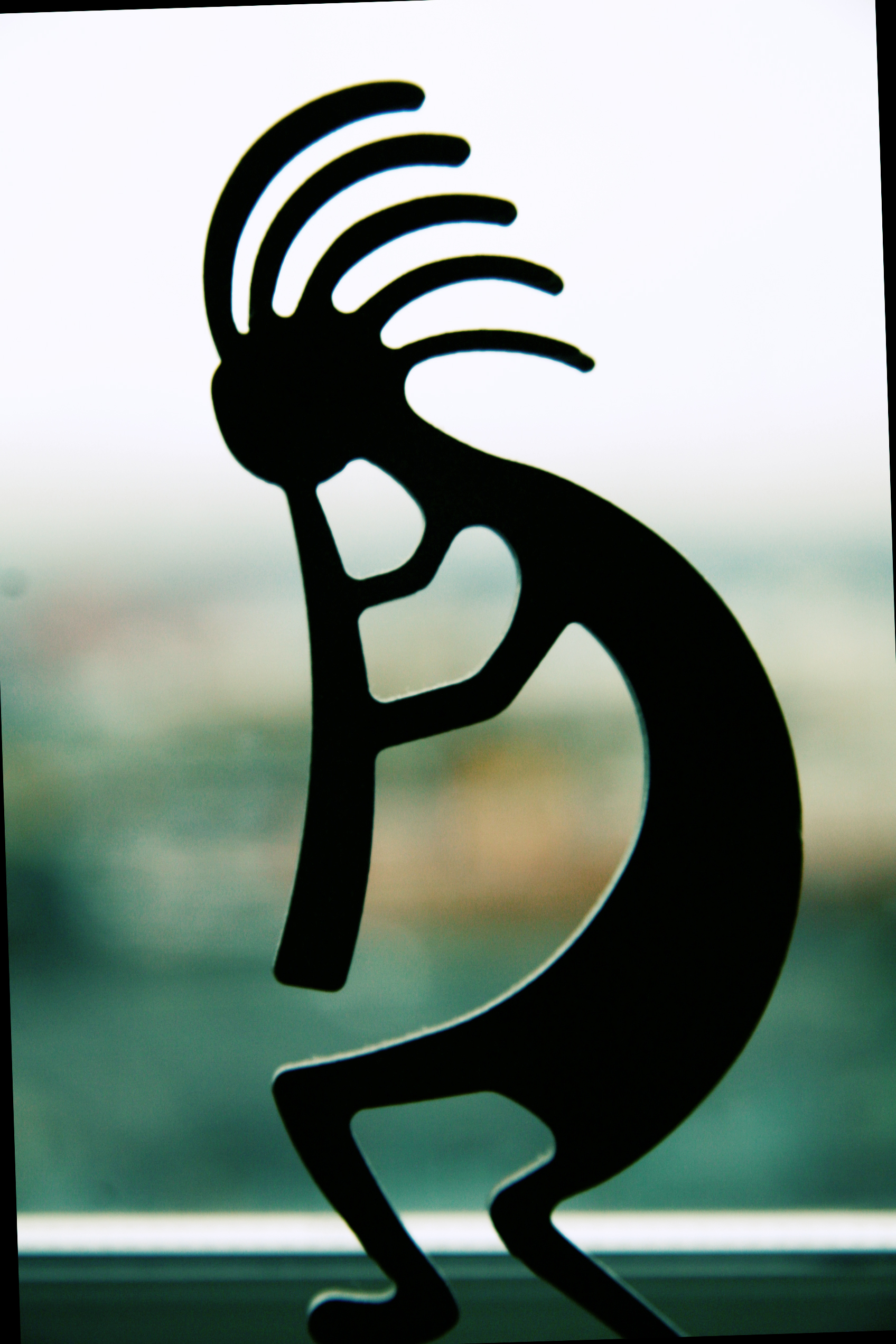
Silueta de Kokopelli.

Kokopelli es conocido como dios de la fertilidad en la mitología de los americanos nativos del suroeste de Estados Unidos. Además, Kokopelli es un antiguo dios de la fertilidad y la comunicación poderosa de los hopi.

## Leyenda
Travieso, curandero y cuentacuentos, Kokopelli ha sido fuente de asombro durante siglos y en diferentes países. Kokopelli encarna el auténtico suroeste norteamericano, el cual data de hace alrededor de 3000 años de antigüedad, cuando se tallaron los primeros petroglifos.
Aunque sus auténticos orígenes son desconocidos, este flautista y viajero «casanova» es una figura sagrada para muchos nativos del sudoeste norteamericano. Su figura jorobada ha sido encontrada en pinturas y grabados en muros de roca y cantos rodados por todo el sudoeste norteamericano.
Hay muchos mitos sobre el famoso Kokopelli. Uno de ellos es que viajaba de aldea en aldea trayendo el cambio de invierno a primavera, derritiendo las nieves y trayendo la lluvia para propiciar las cosechas. Se dice también que la joroba de su espalda representaba los sacos de semillas y las canciones que portaba.
La leyenda también cuenta que el sonido de su flauta simbolizaba el paso del invierno a la primavera. Se decía que la flauta de Kokopelli se podía escuchar en la brisa de primavera, mientras entraba la calidez estival.
También se cuenta que Kokopelli era la fuente de la concepción humana. La leyenda dice que todo el mundo bailaría y cantaría durante toda la noche cuando escucharan la flauta de Kokopelli.
A la mañana siguiente incluso las doncellas estarían embarazadas. (Nota del traductor: en inglés maiden se refiere tanto a mujeres vírgenes como a solteras).
Cualquiera que sea el verdadero significado de Kokopelli, ha sido fuente de inspiración musical y danza, y ha repartido alegría a los que le rodeaban. Incluso hoy, Kokopelli, con su joroba y su flauta, es siempre bienvenido en las casas de los nativos americanos.
También hay versiones más antiguas o locales, narradas así por nativos locales, que Kokopelli era femenina, una Diosa, que no conocía el amor, y un día en uno de sus viajes se encontró con Trully,( la palabra significa "lobo solitario")que era un viajero, al toparse con Kokopelli hubo un momento mágico, la historia dice, pero Kokopelli no debía estar mucho tiempo alejada de los cielos, un día tuvo que marcharse, dejando a Trully, desde entonces es vista la silueta de un lobo en los riscos aullando a la luna, donde se dice que vive Kokopelli, la diosa le contesta con el hermoso sonido de su flauta, que representa el viento de la primavera.

## Otros nombres
- Kokopele
- Kokopeltiyo
- Kokopilau
- Neopkwai'i (Pueblo)
- Ololowishkya (Zuni)
- La Kokopel